# Methylentrifenylfosforan
Methylentrifenylfosforan je derivát fosforanu se vzorcem (C6H5)3PCH2. Jsou od ní odvozeny fosforečné ylidy známé jako Wittigova činidla. Jedná se o značně polární silnou zásadu.

## Příprava a použití
Methylentrifenylfosforan se připravuje deprotonací methyltrifenylfosfoniumbromidu pomocí silné zásady jako je například butyllithium:
Tato látka se používá na nahrazování kyslíkových atomů v aldehydech a ketonech methylenovými skupinami:
R2CO + (C6H5)3PCH2 → R2C=CH2 + (C6H5)3PO
Jedním z produktů je také trifenylfosfinoxid.

## Struktura

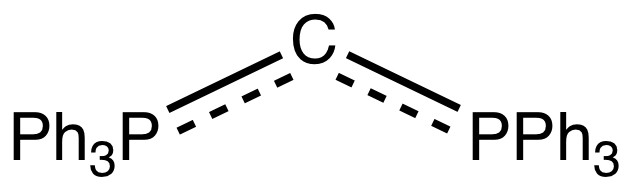
Hexafenylkarbodifosforan je jedním z fosforečných ylidů inspirovaných Wittigovými činidly.

Krystalograficky bylo zjištěno, že molekula methylentrifenylfosforanu má přibližně čtyřstěnný tvar. PCH2 centrum je rovinné, délka vazby P=CH2 je 166,1 pm, vazby mezi fosforem a fenylovými skupinami mají délku 182,3 pm. Sloučenina vytváří dvě rezonanční struktury:
(C6H5)3P+CH2− ↔ (C6H5)3P=CH2

## Podobné sloučeniny
Skupiny odtahující elektrony usnadňují deprotonaci fosfoniových solí. Toto je možné ukázat na trifenylkarbethoxymethylovém kationtu, odvozeném od trifenylfosfinu a esterů kyseliny chloroctové, k jehož deprotonaci stačí hydroxid sodný. Vzniklý trifenylkarbethoxymethylenfosforan je na vzduchu poměrně stabilní, je však méně reaktivní než ylidy neobsahující skupiny odtahující elektrony. Často nereaguje s ketony, a je tak třeba místo toho použít Hornerovu–Wadsworthovu–Emmonsovu reakci. Z takto stabilizovaných ylidů se často tvoří E-alkeny namísto jinak běžnějších Z-alkenů.
I když mají tyto ylidy vysokou elektronovou hustotu, tak mohou být deprotonovány. Reakcí (CH3)3PCH2 s butyllithiem vzniká (CH3)2P(CH2)2Li.
Lithiované ylidy mají vlastnosti podobné karboaniontům, a tak mohou fungovat jako ligandy. (CH2)2P(CH2)2Li je bidentátním ligandem.